# Gewog di Barshong
Il gewog di Barshong è uno dei dodici raggruppamenti di villaggi del distretto di Tsirang, nella regione Centrale, in Bhutan.